# 사람의 아들 (소설)
《사람의 아들》은 대한민국의 소설가인 이문열이 1979년 발표한 소설이다.

## 등장인물
- 민요섭 - 외국인 선교사의 양자로, 우수한 성적의 신학도였다가, 교리(Dogma)에 갇힌 기독교를 비판적으로 바라보고, 학교를 떠난다. 뒤에 다시 기독교로 돌아가려는 중 피살된다. 비판적인 신학 감각이 있던 민요섭은 복음서에 나오는 예수 이야기를 배경으로 한 이야기에서 아하스 페르츠라는 신학적 감각을 가진, 그래서 신정사회였던 유대사회에서 이단으로 불온시되는 인물을 등장시킴으로써 기독교가 민중을 도그마로 억압하고 헛된 희망을 심어줌으로써 인민의 아편노릇을 하고 있음을 비판한다.
- 조동팔 - 명문 고등학교의 우등생이었으나, 민요섭을 만난 후, 그의 사상을 믿고 따른다.
- 남경사 - 민요섭 살해사건의 수사관으로 사건을 진행하는 역할이다.
- 아하스 페르츠 - 민요섭이 쓴 이야기의 주인공이다. 랍비이며, 예수를 부정하고 이스카리옷 유다(가리옷 사람 유다)로 하여금 예수를 고발하라고 부추긴 인물이다.